# Maastrichts sexdagars
Maastrichts sexdagars var ett nederländskt sexdagarslopp i bancykling som avhölls i Europahal i Maastricht årligen i december från 1976 till 1987, men Europahal revs därefter och loppet lades då ner. 2006 kördes en upplaga i utställnings- och konferenscentret MECC i månadsskiftet september/oktober, men det följande året fick inte arrangörerna ihop ekonomin, och loppet har inte arrangerats sedan dess.
Flest segrar, sex stycken, har nederländaren René Pijnen, som blev antingen etta eller tvåa de tio första åren.

## Podieplaceringar
| År         | Vinnare                      | Tvåa                            | Trea                           |
| 1976       | Graeme Gilmore Patrick Sercu | Günter Haritz René Pijnen       | Albert Fritz Wilfried Peffgen  |
| 1977       | Eddy Merckx Patrick Sercu    | Gerben Karstens René Pijnen     | Donald Allan Danny Clark       |
| 1978       | Gerrie Knetemann René Pijnen | Albert Fritz Wilfried Peffgen   | Danny Clark Gerben Karstens    |
| 1979       | Donald Allan Danny Clark     | René Pijnen Jan Raas            | Albert Fritz Patrick Sercu     |
| 1980       | Gerrie Knetemann René Pijnen | Albert Fritz Patrick Sercu      | Gert Frank Roman Hermann       |
| 1981       | René Pijnen Ad Wijnands      | Albert Fritz Günther Schumacher | Udo Hempel Josef Kristen       |
| 1982       | René Pijnen Ad Wijnands      | Albert Fritz Wilfried Peffgen   | Gerrie Knetemann Patrick Sercu |
| 1983       | Albert Fritz Dietrich Thurau | Josef Kristen René Pijnen       | Robert Dill-Bundi Gert Frank   |
| 1984       | Danny Clark René Pijnen      | Gert Frank Horst Schütz         | Albert Fritz Dietrich Thurau   |
| 1985       | Danny Clark Tony Doyle       | Gert Frank René Pijnen          | Roman Hermann Gerrie Knetemann |
| 1986       | René Pijnen Dietrich Thurau  | Danny Clark Tony Doyle          | Roman Hermann Josef Kristen    |
| 1987       | Danny Clark Tony Doyle       | Etienne De Wilde Teun van Vliet | Roman Hermann Joop Zoetemelk   |
| 1988- 2005 | ej avhållet                  | ej avhållet                     | ej avhållet                    |
| 2006       | Franco Marvulli Bruno Risi   | Iljo Keisse Marco Villa         | Danny Stam Peter Schep         |